# Tyndall (Dakota del Sur)
Tyndall es una ciudad ubicada en el condado de Bon Homme en el estado estadounidense de Dakota del Sur. En el Censo de 2010 tenía una población de 1.067 habitantes y una densidad poblacional de 261,07 personas por km².

## Geografía
Tyndall se encuentra ubicada en las coordenadas 42°59′24″N 97°51′51″O / 42.99000, -97.86417. Según la Oficina del Censo de los Estados Unidos, Tyndall tiene una superficie total de 4.09 km², de la cual 4.09 km² corresponden a tierra firme y (0%) 0 km² es agua.

## Demografía
Según el censo de 2010, había 1.067 personas residiendo en Tyndall. La densidad de población era de 261,07 hab./km². De los 1.067 habitantes, Tyndall estaba compuesto por el 97.94% blancos, el 0.09% eran afroamericanos, el 0.75% eran amerindios, el 0% eran asiáticos, el 0% eran isleños del Pacífico, el 0.56% eran de otras razas y el 0.66% pertenecían a dos o más razas. Del total de la población el 1.59% eran hispanos o latinos de cualquier raza.